# Boniface Nyema Dalieh
Boniface Nyema Dalieh, né le 9 décembre 1933 à Pleebo et mort le 25 avril 2014, était un évêque catholique libérien du diocèse de Cap des Palmes.

## Biographie
Boniface Nyema Dalieh, naît le 9 décembre 1933 à Pleebo dans le comté de Maryland au Libéria. Ses parents est païens et son frère méthodiste, est baptisé le 6 mai 1949. 
Il fréquente un internat des Prêtres Blancs et entre au séminaire d’Ibadan, au Nigeria, en 1958. Après des études de philosophie et de théologie, il est ordonné prêtre par Nicholas Grimely le 11 juillet 1965 et exerce au vicariat apostolique de Cape Palmas.
Le 17 décembre 1973 le pape Paul VI le nomme vicaire apostolique de Cap Palmas et évêque titulaire de Talaptula. Il est ordonné évêque le 17 mars 1974 par l'archevêque de Freetown et Bo, Thomas Joseph Brosnahan de la Congrégation du Saint-Esprit.
Le pape Jean-Paul II érige le vicariat apostolique de Cape Palmas en diocèse le 19 décembre 1981 et le nomme premier évêque de Cap Palmas. Son épiscopat est marqué par des coups d'état et la guerre civile au Libéria. Le 15 octobre 2008, il démissionne et le pape Benoît XVI accepte sa retraite en raison de son âge. 
Il est mort le 25 avril 2014.